# Cratere Winkler
Winkler è un cratere lunare di 22,85 km situato nella parte nord-orientale della faccia nascosta della Luna.